# Der Spion
Der Spion er en tysk stumfilm fra 1917 af Karl Heiland.

## Medvirkende
- Ferdinand Bonn som Anzio
- Ellen Richter som Fonsecca
- Leontine Kühnberg som Else Bohl
- Conrad Veidt som Steinau
- Bruno Lopinski